# El sistema Fabrizzi
El sistema Fabrizzi (Le Système Fabrizzi) es una obra de teatro en 4 actos del dramaturgo francés Albert Husson; fue estrenada en 1963.

## Argumento
Antonio Fabrizzi es un filántropo que se dedica a pedir prestado dinero a un interés del 30% para, a su vez, prestarlo a los más necesitados y menesterosos, a un interés del 3%. Ante tan inexplicable sistema financiero, los poderes establecidos - banca, policía, Iglesia - comienzan a inquietarse, dudando de las verdaderas motivaciones de Fabrizzi. Éste, por su parte, comienza a vislumbrar los inevitables problemas financieros de su negocio.

## Estreno
Tuvo lugar en el Théâtre Moderne de París el 4 de octubre de 1963, con puesta en escena de Sacha Pitoëff, e interpretación suya (Fabrizzi) y de Dany Carrel (Amélia), Jane Berretta (Anna), Stéphane Audel (Sardi), Jean Berger (Paco), Madeleine Cheminat (Mme Varella), Madeleine Clervanne (Mme Sartori), Henry Gaultier (Mgr Ottavia), Lucien Hubert (Nera), Pierre Lecomte (Le docteur), Paul Rieger (Caducchi) y Jacques Salmon (Fausto Amato).

## Representaciones en castellano
En España, se estrenó el 2 de marzo de 1967 en el Teatro Arlequín de Madrid, traducida por Vicente Balart, y con interpretación de Enrique Diosdado (Fabrizzi), Amelia de la Torre, Salvador Soler Marí, Ana Carvajal, Ricardo Alpuente, José Vivó, Ana Ariño, Juan Lizarraga, Josefina del Río, Ramón del Val y Alberto Bové.
Hay una versión televisiva, emitida por La 1 de TVE en su espacio Estudio 1, el 27 de diciembre de 1982; fue interpretada por Luis Fenton (Fabrizzi), Silvia (Amelia), Queta Claver, Enric Arredondo, Josep Maria Angelat y, por orden alfabético de apellidos, Concepció Arquimbau, Pau Garsaball, Josep Peñalver, Galo Soler (Gal Soler), Encarna Sánchez y Fernando Ulloa.